# Yigal Amir
Pour les articles homonymes, voir Amir.
Yigal Amir (en hébreu : יגאל עמיר), citoyen israélien de confession juive, né à Herzliya le 23 mai 1970, est l'assassin du Premier ministre d'Israël Yitzhak Rabin le 4 novembre 1995 lors d'une manifestation en faveur du processus de paix israélo-palestinien, à Tel Aviv. Il a été condamné à la prison à vie, par le tribunal compétent de Tel-Aviv.
Amir est né à Herzliya dans une famille de juifs yéménites orthodoxes de huit enfants. Il a fait ses obligations militaires, après sa formation initiale en Israël, en tant que détaché, garde de sécurité dans une structure diplomatique israélienne à l'étranger, notamment en Russie. Il possédait un permis de port d'armes permanent, au moment où il assassine Yitzhak Rabin, le 4 novembre 1995 au soir, de deux balles tirées à bout portant dans le dos du Premier ministre israélien, et qui fut également chef d'état-major général des forces armées d'Israël.
Il adhère à une version idéologiquement radicale du sionisme religieux. Lors de l'enquête, il explique avoir pris la décision d'assassiner Yitzhak Rabin le 3 mars 1994, lors des funérailles de Baruch Goldstein, responsable du massacre d'Hébron. Son objectif est de poursuivre la lutte entamée selon lui par Goldstein contre le processus de paix, « au nom de Dieu ».
En 2007, un "comité pour la démocratie" soutenant Yigal Amir, dénonçait les accords d'Oslo et le rôle joué par Rabin dans le rapprochement avec les Palestiniens. Ce comité demandait la libération de l'assassin du Premier ministre qui disait ne pas regretter son acte. Il s'était marié en prison en 2004 avec Larissa Trimbobler, 42 ans, divorcée et mère de quatre enfants. Celle-ci avait alors exprimé son souhait de provoquer la naissance de leur enfant pour qu'il naisse le jour de la mort d'Yitzhak Rabin.

## Au cinéma
Le film Incitement, de Yaron Zilberman, a pour sujet les causes de l'assassinat d’Yitzhak Rabin par Yigal Amir.